# Tutor (educació)
En l'àmbit d'un sistema educatiu reglat, el tutor és el professor que pel curs acadèmic concret, orienta a l'alumne per obtenir el màxim profit formatiu. S'encarrega dels vessant humà de l'alumne i d'aconsellar-lo per assolit l'èxit escolar. És el màxim responsable del curs o grup.
A Catalunya les escoles disposen d'una hora de tutoria per dur activitats relacionades amb els valors, l'orientació acadèmica i les incidències que puguin sorgir a cada classe. A més a més, els tutors mantenen el contacte amb les famílies i altres referents dels alumnes.
A l'educació no formal, el tutor és l'educador que elabora el PEI (projecte educatiu individual) de la persona i en fa el seguiment d'acord amb uns objectius fixats per l'entitat responsable. Coordina la relació entre els referents d'aquella persona i centralitza la informació rellevant per a una intervenció educativa.